# Manuel Sosa (actor)
Manuel Vicente Sosa Morales (Caracas, 28 de octubre de 1983) es un actor, modelo y presentador de televisión venezolano.

## Biografía

### Vida personal
Hijo de Manuel Vicente Sosa Rodríguez (1953-2017) y Alida Morales Ramírez (1951). Manuel Sosa tiene dos hijos:.Daniel Alejandro Sosa, nacido el 29 de octubre de  2007;  fruto de su relación con la modelo Shannon De Lima (1989),  exesposa de Marc Anthony  y Sofía Victoria Sosa,  nacida el 8 de octubre de 2008;  fruto de su relación con Mirela Mendoza.Sosa es públicamente conocido con el sobrenombre de "Coko”, el cual le puso su padre cuando era niño (inspirado en el hijo del personaje de Popeye, “Cocoliso”); debido a que, como en esa época era muy rubio; aparentaba no tener cabello. 
En 2011, "Coko" mantuvo un romance con la actriz Sabrina Salvador (1980); tras la grabación de la telenovela Natalia del mar. En 2012, tuvo otro romance con Osmariel Villalobos. En 2013, estuvo relacionado sentimentalmente con María Gabriela Chávez.y desde 2016, hasta 2021; mantuvo una relación amorosa con Geraldine Martel (1981), exesposa de Oscarcito.
Tiene dos hermanos: Aly Mercedes Sosa (nacida en septiembre de 1982) y el también actor Luis Fernando Sosa (nacido en mayo de 1989) y dos medios hermanos: el abogado Roberto Leyba (nacido en agosto de 1972), quien es marido de María Gabriela Chávez y la también actriz Karen Leyba (nacida en julio de 1974).

### Trayectoria
Manuel Sosa, "Coko" como lo conocen todos en Venezuela, empezó en la televisión como extra en RCTV, participando en varias producciones como Hoy te vi, Luisa Fernanda y Reina de corazones. Participó en La Calle de los Sueños, producida por Laura Visconti, y mientras tanto "Coko" combinaba sus actuaciones con los estudios de secundaria.
Más tarde, "Coko" participó en la agrupación Calle Ciega, lo que le permitió mejorar sus habilidades sociales, como mejorar su miedo escénico. Nuevamente realizó un pequeño papel de cinco capítulos en la telenovela Mi gorda bella de RCTV, y consiguió así que lo contrataran en el canal. Más tarde participó en las telenovelas ¡Qué buena se puso Lola! y Amor a palos, y tuvo un papel en la película para televisión La hija de Juana Crespo.
En el 2007 "Coko" le llegó su gran oportunidad interpretando al inolvidable carácter de David Espinoza Urdaneta "El Vido", en la telenovela de RCTV, Mi prima Ciela, donde compartió protagónico con Mónica Spear.
Inmediatamente el éxito de Manuel Sosa subió como la espuma gracias a este importante trabajo televisivo, y la crítica alababa la fuerte conexión y realismo que había entre los dos actores, hasta el punto de insinuar una relación amorosa entre ellos, que nunca se dio. Según el mismo reconoce, "en este trabajo realmente me estaba enfrentando a la profesión como tal, allí me estaba exigiendo el personaje y la novela, tenía que desdoblarme de lo que yo era como persona para permitirme atreverme a llegar a un sentimiento y poder manejar ese sistema emocional de alguna manera que era muy fuerte y que exige mucho."
En el 2009 volvió a compartir protagónico con Mónica Spear en la telenovela Calle Luna, Calle Sol, donde dio vida a Manuel Mastronardi. En el 2010 le dio vida a un futbolista llamado Javier "El Nené" López en la telenovela de Venevisión, La mujer perfecta en donde compartió créditos con los actores Ricardo Álamo, Marlene De Andrade, Jean Carlo Simancas y nuevamente con Mónica Spear. La telenovela Natalia del mar de Venevisión es el siguiente éxito protagonizado por "Coko", en 2011, donde comparte protagónico con Sabrina Salvador. En 2013 se estrena su último trabajo, "Pasión de mil amores", donde comparte protagónico con Laura Alemán.
En 2017 fue condenado en Venezuela a cuatro años de prisión por contrataciones irregulares con el Estado.

### Condenas judiciales
El 4 de octubre de 2017, según informan los medios venezolanos, Manuel Sosa es arrestado, presuntamente implicado en hechos de corrupción relacionados con PDVSA y la Fiscalía 67.ª Nacional ratificó la acusación contra el actor venezolano por los delitos de peculado doloso propio, concierto de funcionario con contratista y asociación, previstos en las ley contra la Corrupción y la ley  Orgánica contra la Delincuencia Organizada y Financiamiento al Terrorismo. Petropiar S.A contrato a "Coko" en diez ocasiones para suministrar equipos de telecomunicaciones, material para la fabricación de líneas de agua, impresoras, piezas de taladro, bebidas y alimentación, entre otros.
El 15 de diciembre de 2017, "Coko" fue condenado a cuatro años y cuatro meses de prisión luego de admitir su responsabilidad en contrataciones irregulares con la empresa mixta Petropiar S.A y acogerse al principio de delación. También quedó inhabilitado para ejercer cualquier cargo público en los próximos cinco años y se mantienen todas las medidas de bloqueo e inmovilización de cuentas bancarias. El sobreprecio en los contratos fue de 27 millones de dólares.

## Filmografía

### Telenovelas
- 2011-2012 - Natalia del mar,  (Venevisión; Venezuela) - Luis Manuel Moncada ... (Protagónico)
- 2010-2011 - La mujer perfecta, (Venevisión; Venezuela) - Javier Tiberio López "Nené" ... (Co- protagonista)
- 2009 - Calle Luna, Calle Sol, (RCTV Internacional; Venezuela) - Manuel Augusto Mastronardi García ... (Protagónico)
- 2007 - Mi prima Ciela, (RCTV Internacional; Venezuela) - David Espinoza Urdaneta "El Vido" ... (Protagónico)
- 2005-2006 - Amor a palos, (RCTV; Venezuela) - Wilfredo Zapata ... (Estelar)
- 2004 - ¡Qué buena se puso Lola!, (RCTV; Venezuela) - Romerito Santos ... (Estelar)
- 2003 - Mi gorda bella, (RCTV; Venezuela) - Joel ... (Villano juvenil)
- 1999-2000 - La Calle de los Sueños, (Venevisión; Venezuela) - José Luis ... (Actuación juvenil)

### Cine
- 2013 - Pasión de mil amores (largometraje para TV), Telemundo - Manuel (protagónico)
- 2007 - La hija de Juana Crespo (largometraje para TV), RCTV - Gustavo (protagónico)

### Animación
- 2000-2001 - Ají Picante, RCTV, Venezuela

### Agrupación Musical
- 2001 - Calle Ciega Disco: Seguimos bailando. Venezuela

## Galardones recibidos
- 2008 - Galardón como actor protagónico del año, Venezuela.
- 2007 - Premio Dos de Oro como actor revelación del año, Venezuela.